# Catunaregam longispina
Catunaregam longispina là một loài thực vật có hoa trong họ Thiến thảo. Loài này được (Link) Tirveng. mô tả khoa học đầu tiên năm 1996.